# Верхний полуостров Мичигана
Верхний полуостров Мичигана (англ. Upper Peninsula of Michigan, в обиходе — UP) — северная часть штата Мичиган, отделенная от южной части озёрами Мичиган и Гурон и соединяющим их проливом Макино.
Верхний полуостров занимает почти четверть территории штата, но содержит всего 3 % его населения. Малозаселенность обусловлена суровым климатом и традиционной труднодоступностью региона: до постройки мостов, части полуострова становились отрезанными от мира в течение зимнего времени. Эта изолированность сформировала особый характер местных жителей. Особенностью полуострова является высокая доля населения, имеющего финские корни — 16,3 % от общей численности в 1990 году.
Основные индустрии — лесозаготовка, добыча полезных ископаемых (железо, медь) и туризм.

## Туризм
Удаленность и относительная нетронутость полуострова привлекает любителей природы. Среди прочих заповедников, здесь находятся национальный парк Айл-Ройал и национальное прибрежье Pictured Rocks National Lakeshore. В специальных местах региона разрешена рыбалка, охота. Зимой — катание на горных лыжах, снегоходах, собачьих упряжках.

## История
Несмотря на сухопутную близость к Висконсину, Верхний полуостров был присвоен Мичигану при его вхождении в США на правах штата. Мичиган получил его в обмен на отказ от территориальных претензий на Толидский коридор (см. Толидская война), в свою очередь закрепленный за Огайо.
На полуострове также живет много американцев финнского происхождения.